# Dorymyrmex bossutus
Dorymyrmex bossutus är en myrart som först beskrevs av Trager 1988.  Dorymyrmex bossutus ingår i släktet Dorymyrmex och familjen myror. Inga underarter finns listade i Catalogue of Life.

## Bildgalleri

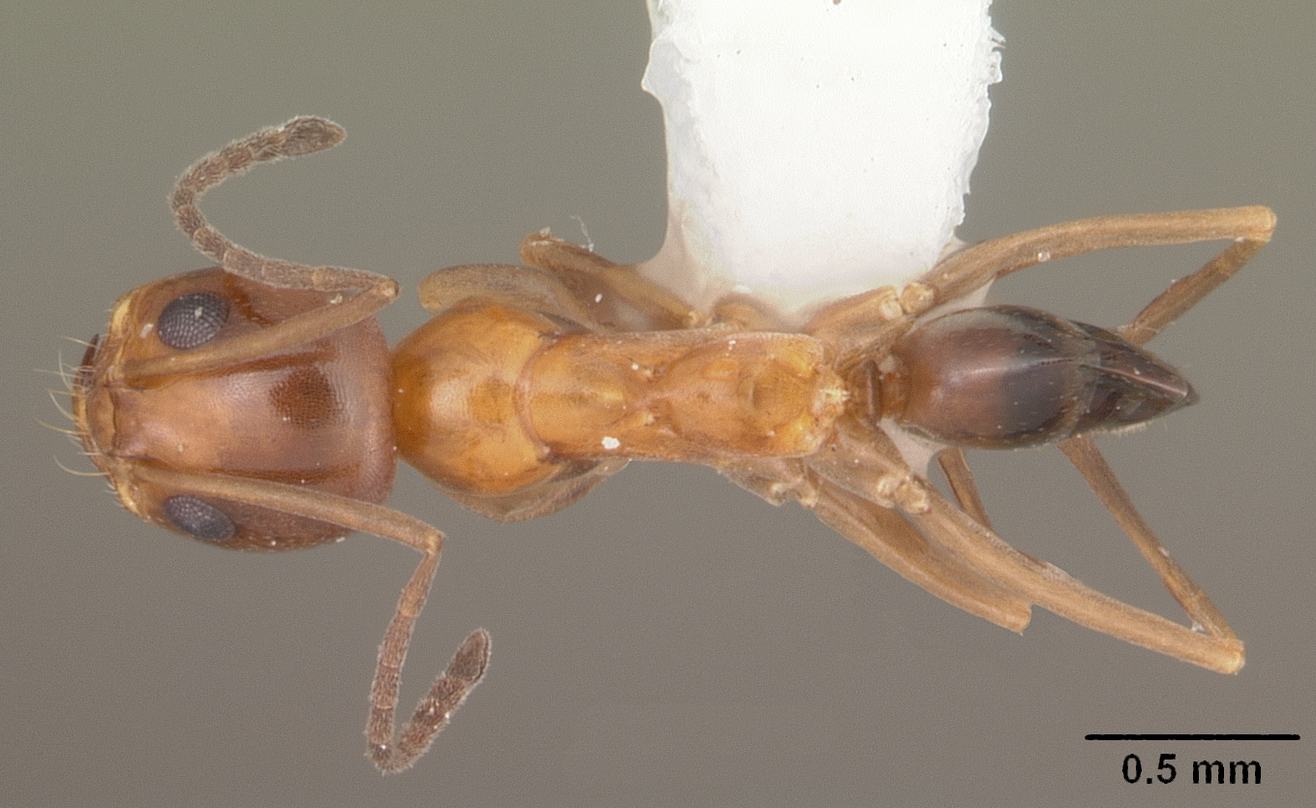
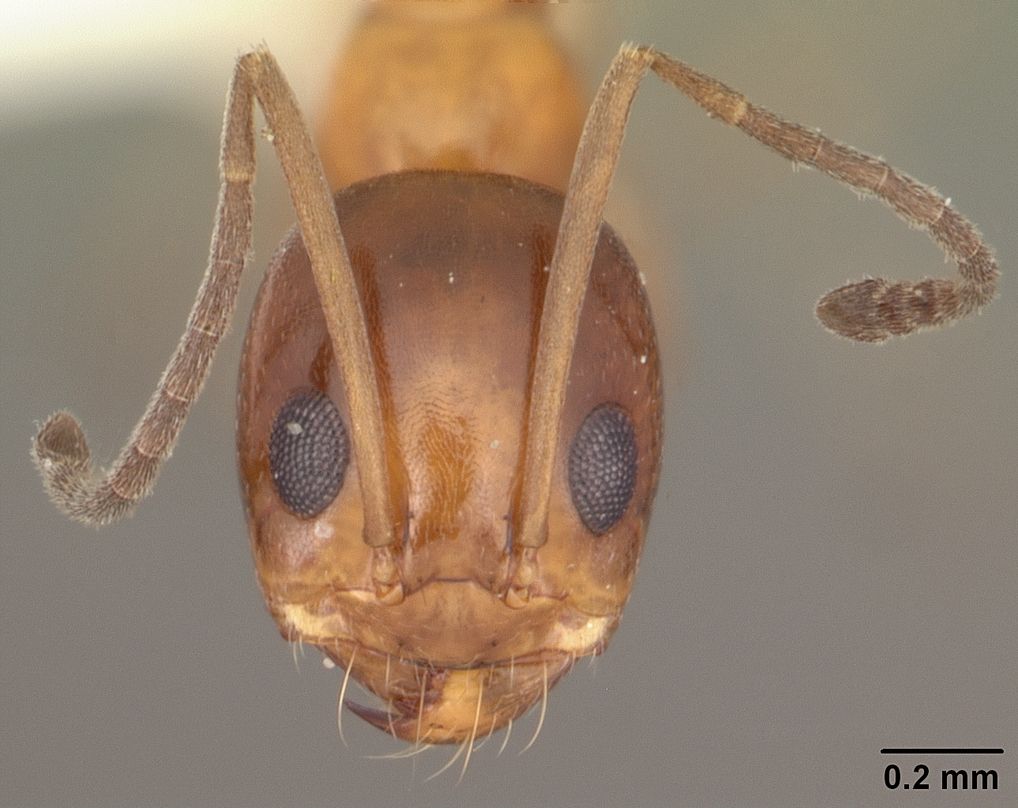
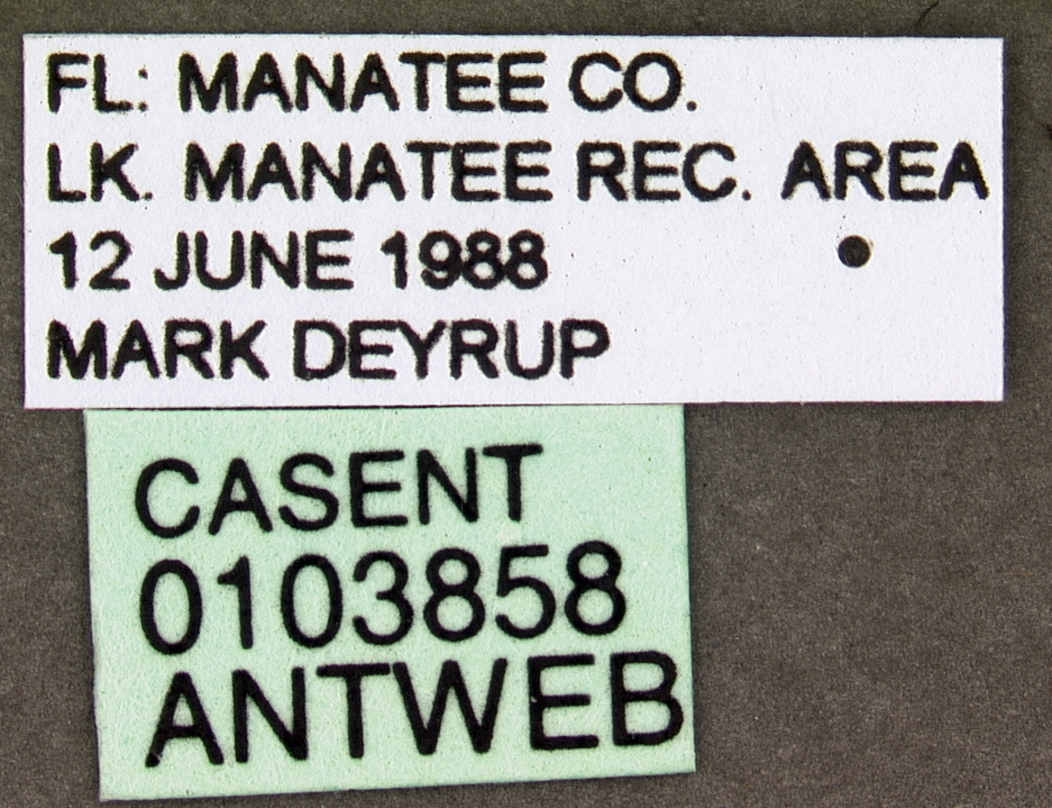
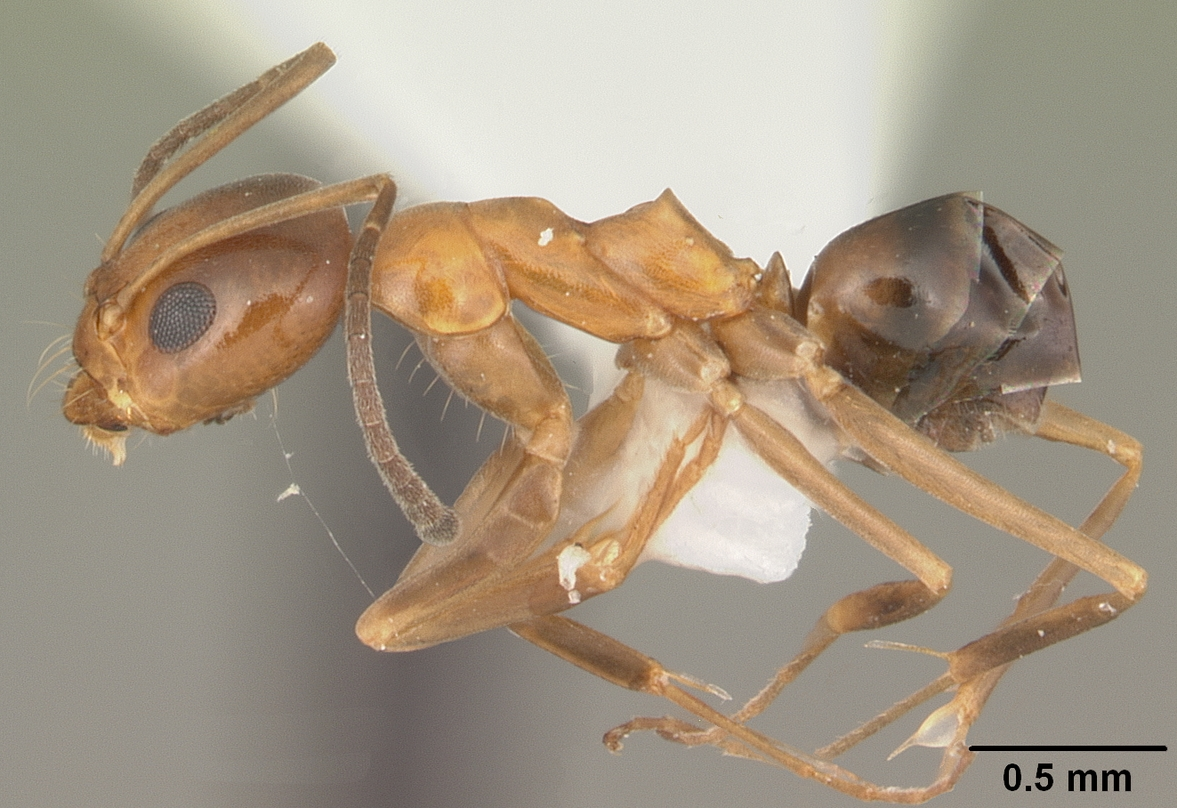
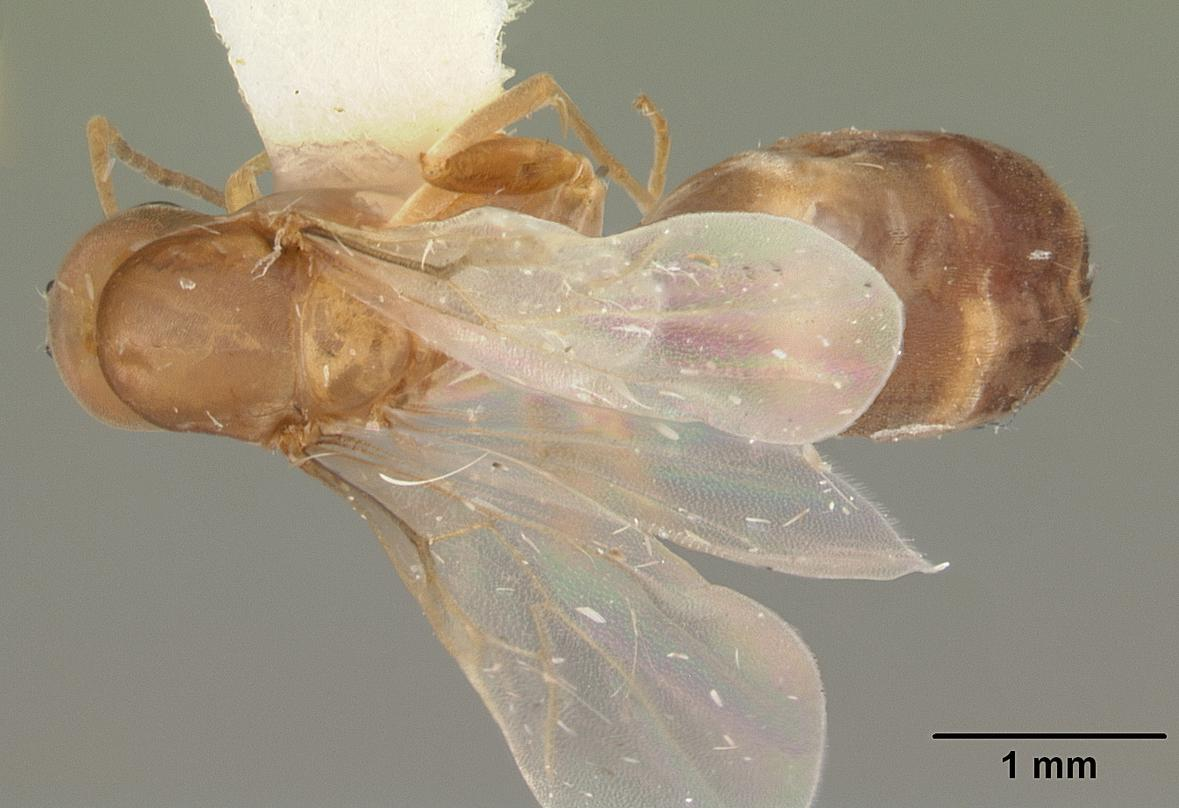
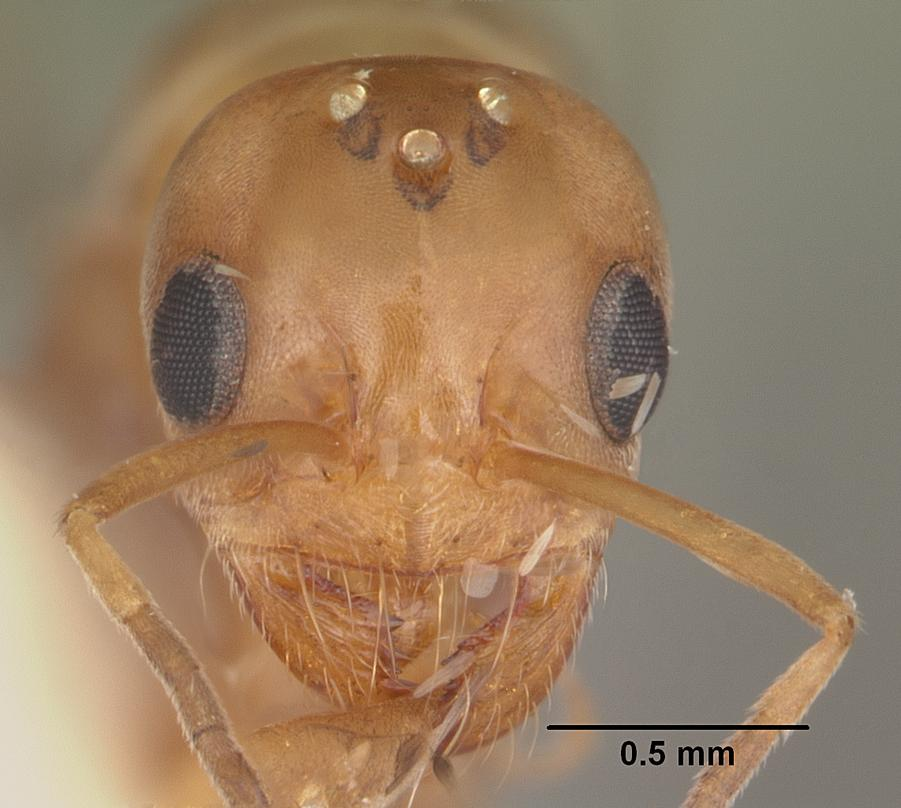